# 玛蒂娜·罗斯布拉特
玛蒂娜·罗斯布拉特（1954年10月10日—），是美国的一位律师、作家和企业家。她1981年毕业于加州大学洛杉矶分校（UCLA），取得了法律博士与MBA学位。毕业后在华盛顿律师事务所从事通讯卫星的法律事务，随后的一生中参与过多项事业，包括生命科学中的人类基因组计划等。罗斯布拉特是联合医疗的创始人和董事会主席，也是GeoStar的CEO和天狼星卫星广播的创立者。

## 早年生活和教育
玛蒂娜·罗斯布拉特原名叫马丁·罗斯布拉特，于1954年出生在芝加哥一个虔诚的犹太家庭，并在加利福尼亚的圣地亚哥郊区长大。她的父亲Hal Rothblatt是一位牙医，母亲是Rosa Lee。
考上了UCLA的罗斯布拉特只读了两年便决定休学去游历欧洲、土耳其、伊朗、肯尼亚和塞舌尔等地。1974年的夏天，当她在塞舌尔群岛上参观了美国宇航局的卫星追踪站时，突然意识自己对可以连接全世界的卫星通讯很有兴趣。随后他回到UCLA重续学业，1977年以一篇关于国际广播卫星的优秀论文毕业于通信专业。
还是大学生时期的她在仔细研读了杰瑞德·K·欧尼尔发表于1974年《今日物理》有关太空殖民地的论文后就对太空移民计划充满兴趣。罗斯布拉特后来成为了L5协会及一个南加州协会——先进太空工业与移民组织（OASIS）——的活跃成员。
在之后四年的法律博士-MBA的课程（同样就读于UCLA）里，她发表了五篇关于卫星通信法律的文章，并准备就如何让卫星Spot beam技术提高众多拉美国家的通信服务与休斯空间和通信集团名为PanAmSat的项目开展一项商业计划。同时她还是OASIS期刊关于太空殖民法律文章的定期撰稿人。

## 职业生涯
自1981年从UCLA的法律博士-MBA联合学位毕业后，她受聘于华盛顿特区的科温顿·柏灵律师事务所，负责了联邦通信委员会（FCC）直接广播卫星与扩频通信领域之前的电视广播业的法律事务。1982年她离职去马里兰大学学习天文学，但不久就被NASA雇佣去获取FCC关于IEEE C波段系统用于追踪和数据中继卫星的许可；还被美国国家科学院委员会雇佣与FCC达成射电波段天文宁静协议以保障后续进行的射电天文学研究。同年晚期，她被杰瑞德·K·欧尼尔聘用为他公司的副总裁，负责处理他最新发明的卫星导航技术，即有名的Geostar系统的运营与监管。
罗斯布拉特是一个监理律师。同时还是太空研究所(SSI)董事会成员。
1984年，她被西班牙国际网络创始者Rene Anselm聘用进他成立的新公司PanAmSat，以实现她MBA论文中提到的相对全球电信卫星垄断有竞争力的技术。1986年她中断了她的天文学研究和咨询工作，成为了 William E.Simon 为主席的Geostar公司的的全职CEO。1990年她离开Geosta并创立了世界空间和天狼星卫星广播两个公司。1992年她离开天狼星卫星广播，1997年离开世界空间，并成为了联合医疗公司的全职主席和CEO。
罗斯布拉特负责过几个 通讯卫星 公司的上市，包括第一个私人国际通信项目(PanAmSat、1984年)，第一个全球卫星无线电网络(世界空间，1990年)，和第一个非地球静止轨道的卫星-汽车广播系统(天狼星卫星广播，1990年)。
作为一个律师-企业家，罗斯布拉特还致力于获得全球批准的，通过新的国际条约的，空基导航服务(1987年)和直达私人的无线电传输(1992年)的卫星轨道/频谱分配权。此外，她还在国际律师协会领导了一个生物政策方向的工作——为联合国起草《人类基因与人权宣言 （页面存档备份，存于）》。(其最终版本被教科文组织于1997年11月11日接受，于1998年12月9日由联合国大会复核通过)。
在1994年，由于不愿对她被确诊患有肺动脉高压的女儿放弃治疗， 罗斯布拉特踏足了生命科学领域。先是发明了一个PPH治疗基础，后来又成立一个医学生物技术公司(联合医疗公司,1996年)。 同时她开始在伦敦玛丽王后大学的巴特与伦敦医科牙科学院攻读医学伦理博士学位。她2001年毕业的学位论文关注了异种移植中私人与公共利益的冲突。这个论点，提前捍卫了英格兰著名生物伦理学家 John Harris之后发表在Ashgate House 的文章《您的生命，或我的生命》中所涉及的观点。
在2013年，罗斯布拉特成为了美国收入最高的女性首席执行官，收入为3800万美元。

### 航空

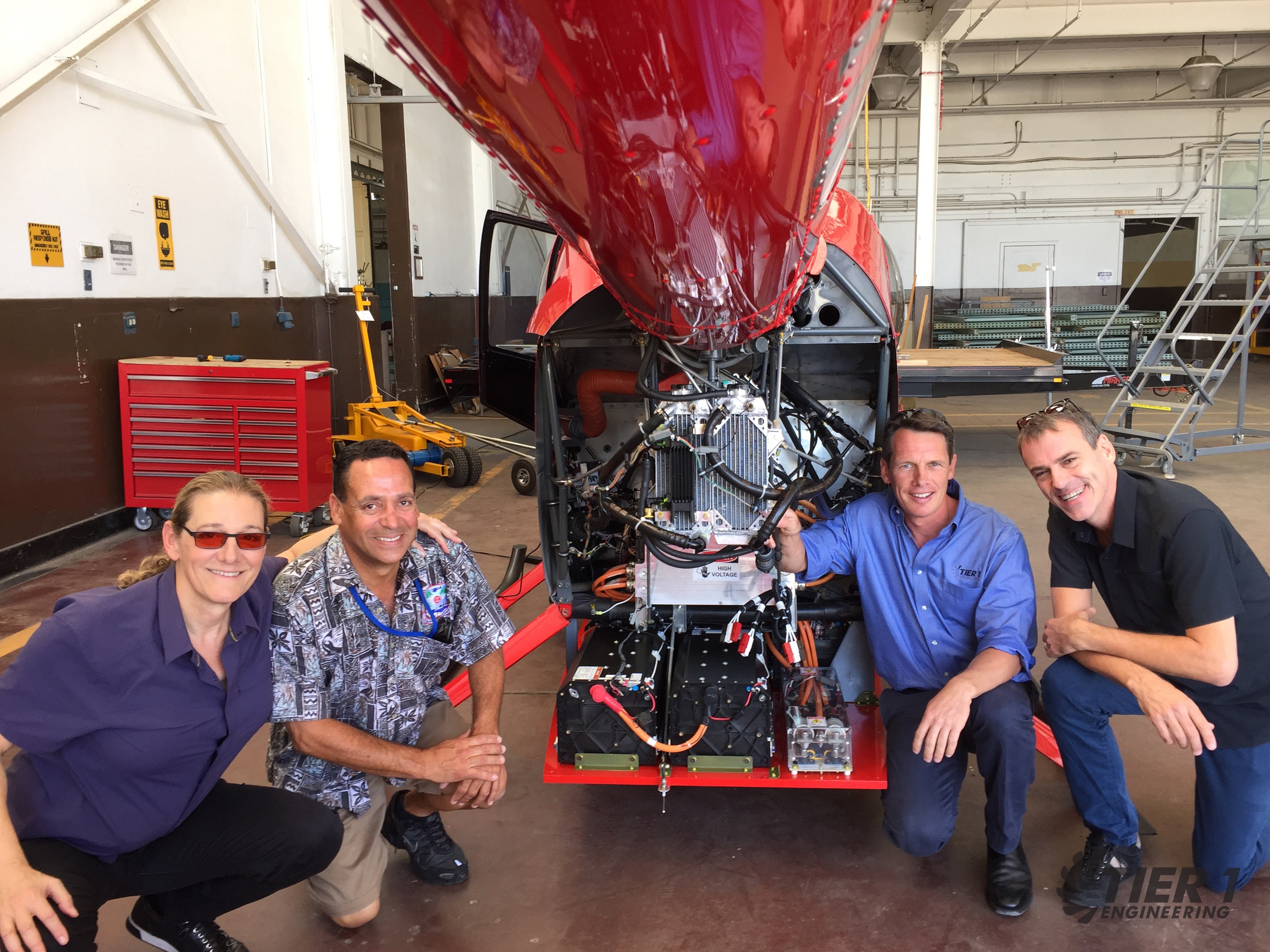
(L-R)联合医疗公司的CEO马蒂娜罗斯布拉特，OC直升机飞行员 Ric Webb，1级工程师兼主席Glen Dromgoole，联合医疗公司执行副总统Paul Mahon，在洛杉矶Alamitos军用机场试飞前的合照

2016年的9月，世界上第一个电动全尺寸直升机在洛杉矶Alamitos军用机场起飞。这有历史意义的飞行构想和数学证明来自于罗斯布拉特，肺生物技术PBC的主席，具体由1级工程师Glen Dromgoole和OC直升机飞行员 Ric Webb完成。这次试飞的直升机由罗宾逊R44改造而成，其能源全部来自可循环充电的电池。直升机加上飞行员一共重2500镑，飞行五分钟后，达到400英尺的速度，超空速80节。这个项目的设计与研发的合作伙伴包括Rinehart运动系统和 Brammo公司，由肺生物技术PBC赞助。现在为开发和生产电能的半自治旋翼飞机器运输器官(EPSAROD)的第一阶段。肺生物技术PBC准备推广的EPSAROD技术来更方便环保高效的实现器官移植。

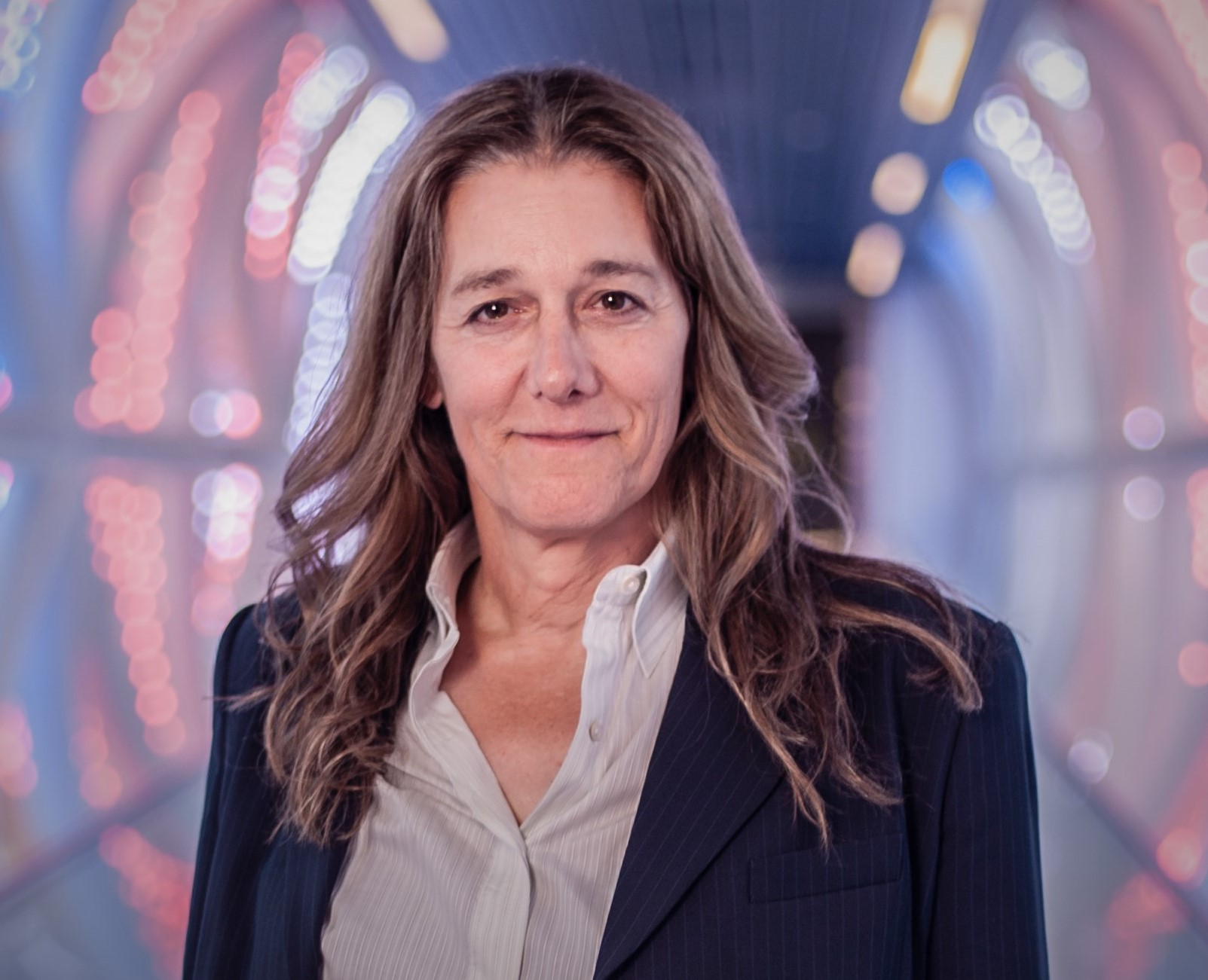